# Lucien Augé de Lassus
Pour les articles homonymes, voir Augé.
Lucien Augé, dit Augé de Lassus, né le 24 janvier 1846 à Paris 4e et mort le 19 décembre 1914 à Paris 16e, est un dramaturge, poète et archéologue français.

## Biographie
Élevé dans un milieu de haute culture artistique, Augé a été l’apôtre fervent de l’art sous toutes ses formes. Tout jeune, il écrivait des vers, puis il a abordé de bonne heure les études historiques, qu’il a dû interrompre pendant la guerre franco-allemande de 1870, pour s’engager dans la garde nationale mobile.
Après la guerre, il a accompli, tant en France qu’à l’étranger, de nombreux voyages au cours desquels il a amassé une foule d’impressions et d’observations, dont il a publié le récit dans 5 ouvrages publiés à partir de 1876 : Routes et étapes, 1876, Chez le bey de Tunis, 1881, etc.
Également passionné d’art, il a dû sa première notoriété à une série d’intéressants ouvrages de vulgarisation dans la Bibliothèque des Merveilles : Voyage aux sept merveilles du monde, 1878, les Tombeaux, 1879, les Spectacles antiques, 1888, le Forum, 1891. Il a continué cette série d’études en donnant : l’Art égyptien, 1898.
C’est néanmoins surtout comme compositeur de livrets et de cantates et comme dramaturge, qu’il est connu. Se rendant compte de la pauvreté des livrets d’opéra, il a voulu en bâtir qui eussent un intérêt littéraire. L’Opéra-Comique, l’Opéra de Monte-Carlo, le casino d’Aix-les-Bains ont joué plusieurs de ses opéras comiques, dont Phryné (1893), l'Ancêtre (1906), la Gloire (1909), ont été mis en musique par Saint-Saëns. Il est également le librettiste de Partie carrée (1884), l’Amour vengé (1888), l’Amour à la Bastille (1897), le dernier opéra-comique monté par Léon Carvalho avant sa mort, l’Ancêtre (1906), Chasse gardée, Endymion, Ashavérus, etc. et il a remporté les plus honorables succès à ce genre littéraire où il avait attaché son nom. Plusieurs des cantates qu’il a écrites, Endymion (1889) et Ahasvérus (1892), ont été couronnées par l’Académie des Beaux-Arts.
Au théâtre, il a donné à diverses scènes parisiennes le Triomphe d’Auguste, en collaboration avec François Dellard (1881) ; Racine à Port-Royal (Comédie Française, 1885) ; le Vieux Corneille (id., 1889) ; la Conspiration du général Malet, en collaboration avec d’Horville et George Richard (1889).
On lui doit également des essais dramatiques et historiques notamment sur le bois de Boulogne, le Palais Royal, les Champs-Elysées.
Officier de l’Instruction publique, il faisait partie de diverses sociétés littéraires et artistiques, pour la plupart en qualité de président ou de vice-président : président de la Société historique d'Auteuil et de Passy, membre de la Commission du Vieux Paris, vice-président du syndicat de la Presse artistique, secrétaire général de la Société des Amis des monuments parisiens, il faisait partie aussi d’autres sociétés historiques, archéologiques et littéraires, comme la Société historique et archéologique du IVe arrondissement. Après sa mort, celles-ci ont pris l’initiative d’un monument élevé à sa mémoire.
Profondément ébranlé par le bombardement de la cathédrale de Reims, sa mort a été accélérée par les ravages infligés à ce symbole français. L’année suivante, Mel Bonis a composé sa Cathédrale blessée pour piano à sa mémoire.
Lucien Augé dit Augé de Lassus a été inhumé le 22 décembre 1914 au cimetière de Montmartre (division 3).

## Publications partielles

### Ouvrages
- Routes et étapes  (ill. de quinze eaux-fortes par W.-T. Gromme), Paris, J. Baudry, 1876, iii-226, 1 vol. : ill. ; in-4° (OCLC 27196021, lire en ligne sur Gallica).
- Chez le bey de Tunis, Versailles, L. Bernard, 1881, 62 p., 1 vol. : ill. ; in-8 (OCLC 456837011, lire en ligne sur Gallica).
- La Conspiration du général Malet : drame historique en cinq actes et un prologue  (Paris, Château-d’eau, 25 octobre 1889. Avec d’Horville et Georges Richard (d)), Versailles, Cerf, 1889, 98 p. (OCLC 83899159, lire en ligne).
- Le Forum  (ill. de 34 vignettes), Paris, Hachette, coll. « Bibliothèque des Merveilles », 1892, 284 p., 19 cm (OCLC 439007250, lire en ligne sur Gallica).
- De Damas à Palmyre, Paris, au Secrétariat de l'association, 1900, 18 p., 23 cm (OCLC 437696232, lire en ligne).
- Léon Noël, artiste dramatique, notice biographique, Paris, [s.n.], 1900, 15 p., in-8° (OCLC 990264855, lire en ligne).
- Coups de cravache : poèmes, Paris, H. Daragon, 1904, 61 p., in-12 (OCLC 458549112, lire en ligne).
- Voyage aux sept merveilles du monde  (ill. de 21 gravures dessinées sur bois par Sidney Barclay), Paris, Hachette, 1909, viii, 280, 1 vol. : ill. ; in-16 (OCLC 77038234, lire en ligne sur Gallica).
- Saint-Saëns, Paris, Charles Delagrave, 1914, 271 p., in-8° (OCLC 250134667, lire en ligne).

### Théâtre
- Charles V et Du Guesclin : comédie en un acte en vers, Paris, Lefebvre-Ducrocq, 1903, 25 p., in-8° (OCLC 458549111, lire en ligne).

### Opéras
- Partie carrée : opéra-comique en 1 acte, musique de Rodolphe Lavello (d)  (Paris, Opéra-Comique, 23 juin 1884), Paris, Tresse, 1884, 38 p. (OCLC 901856591, lire en ligne).
- Racine à Port-Royal : à propos en un acte, en vers, Paris, Tresse, 1885, 29 p., 19 cm (OCLC 36426478, lire en ligne).
- Phryné : comédie en 1 acte et en vers, Versailles, Cerf, 1879, in-8° (OCLC 456837024, lire en ligne).

### Articles
- « Dernières découvertes à la Bastille ».
- « Un paysage menacé ».
- « Pointe de la Cité ».
- « Léon Noël et son chez lui ».

### Conférences
- « La Bastille ».
- « L’Hôtel Saint-Pol ».
- « L’Hôtel-de-Ville ».
- « Le Quartier du Marais ».